# Horologium Oscillatorium

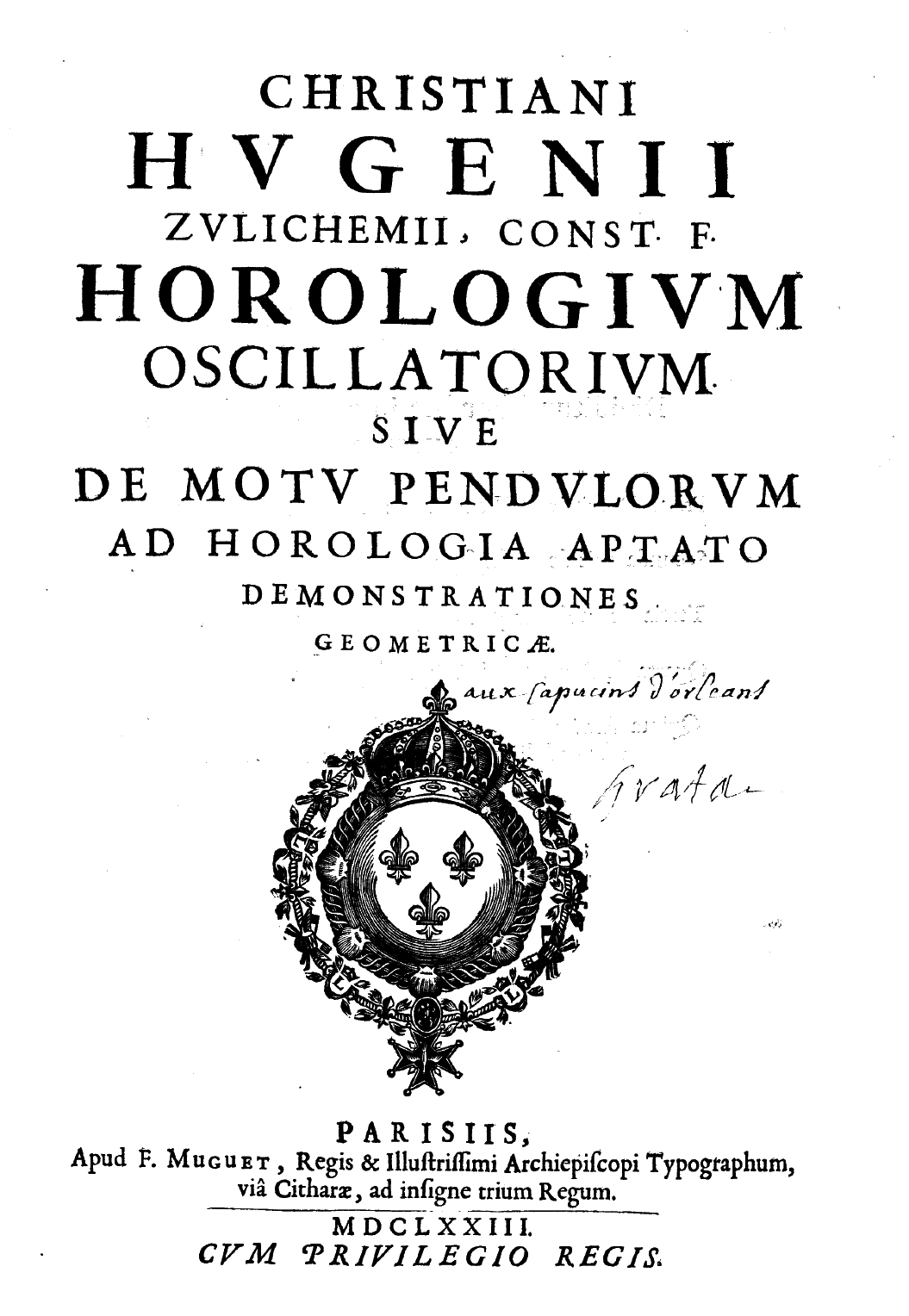
Horologium oscillatorium sive de motu pendulorum, 1673

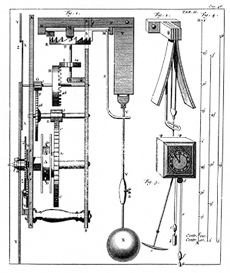
Illustration de l'horloge à pendule de Huygens, extrait de Horologium Oscillatorium, 1673. Afin d'en améliorer la précision, le pendule est doté d'un système de deux joues de forme cycloïdale qui raccourcit la longueur libre du fil, à mesure que l'angle du pendule avec la verticale augmente.

Horologium Oscillatorium sive de motu pendulorum ad horologia aptato. Demostrationes geometricae (L'Horloge à pendule (ou à balancier) ou Du mouvement des pendules appliqué aux horloges. Démonstrations géométriques), désigné sous le titre abrégé de Horologium Oscillatorium, est l'œuvre principale de Christian Huygens sur les pendules et l'horlogerie, publiée en 1673. 

## Description
On la considère comme l'une des trois principales œuvres de mécanique du XVIIe siècle, avec les Discours et démonstrations mathématiques concernant deux sciences nouvelles de Galilée (1638) et les Philosophiae naturalis principia mathematica d'Isaac Newton (1687).
L'ouvrage se compose de cinq parties. 
La première partie est une description de l'horloge tandis que le reste du livre est consacré à l'analyse du mouvement du pendule et à la théorie des courbes. 
Dans la deuxième partie, Huygens émet trois hypothèses sur le mouvement des corps, essentiellement la loi d'inertie et la loi de composition des mouvements. Il reformule l'étude de la chute des corps par Galilée, dans un cadre purement géométrique. Il étudie ensuite la chute ralentie (par exemple, sur un plan incliné) et résout le problème de la courbe tautochrone en prouvant géométriquement que la courbe est une cycloïde, et pas un cercle comme Galilée le soutenait. 
Dans la troisième partie de l'ouvrage, il présente une théorie des développées et de la rectification des courbes. 
La quatrième partie de l'ouvrage est consacrée à l'étude du centre d'oscillation. Les propositions se basent sur l'hypothèse que le centre de gravité des corps lourds est fixe. Huygens donne des solutions aux problèmes de l'oscillation des pendules simple et composé, le centre d'oscillation et son interchangeabilité avec le point de pivot. Il aborde la notion de moment d'inertie qui sera défini par Euler en 1760. 
La cinquième partie de l'ouvrage propose des démonstrations concernant des corps en mouvement circulaire uniforme et définit la force centrifuge.
En 1752, l'astronome Nicolas-Louis de Lacaille nomme Horologium Oscillitorium, en français l'Horloge, l'une des quatorze nouvelles constellations du ciel austral, en hommage à l'œuvre éponyme d'Huygens.
Dans leur ouvrage de 2001, Levy et Wallach-Levy relèvent la formulation très élogieuse de la dédicace à Louis XIV. Joella G. Yoder note que Huygens dut tenir compte de la situation politique en publiant son œuvre l'année où les Provinces-Unies étaient en guerre avec la France. Huygens aurait voulu montrer son allégeance à la France, par une dédicace louangeuse à Louis XIV.